# (753) Тифлис
(753) Тифлис (лат. Tiflis) — небольшой астероид главного пояса. Обнаружен 30 апреля 1913 года русским астрономом Григорием Неуйминым в Симеизской обсерватории и назван именем его родного города — Тбилиси (или Тифлис).

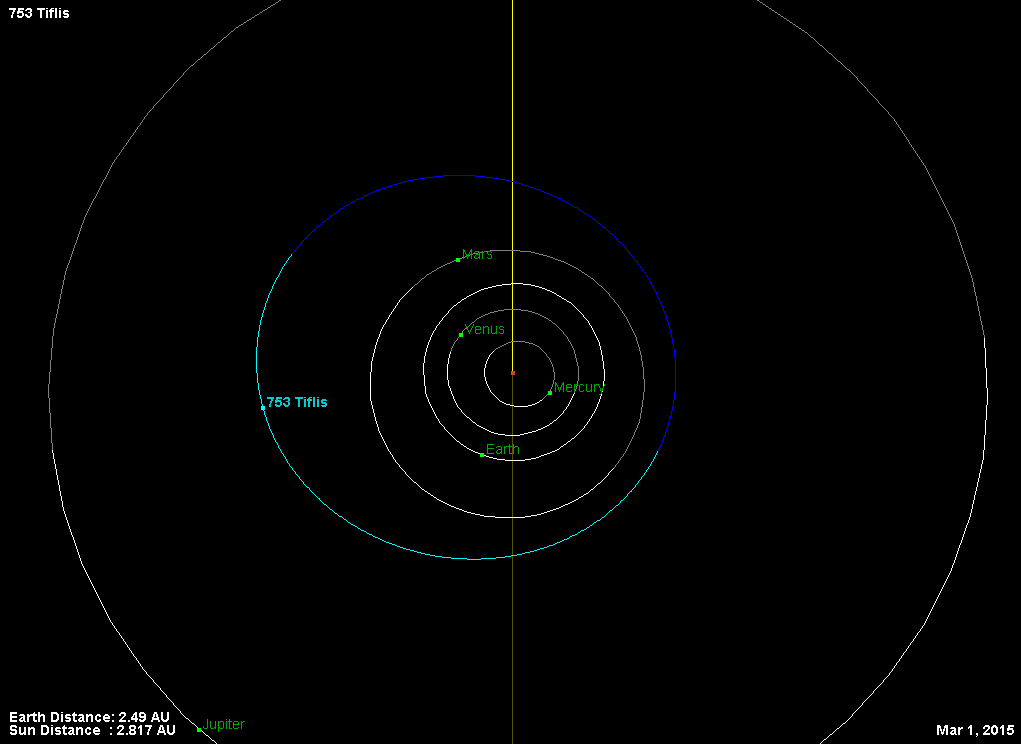
Орбита астероида Тифлис и его положение в Солнечной системе